# فیردن
فیردن (به آلمانی: Vierden) یک شهر در آلمان است که در Sittensen واقع شده‌است.
 فیردن  ۸۱۹ نفر جمعیت دارد.